# Anthaxia iveta
Anthaxia iveta es una especie de escarabajo del género Anthaxia, familia Buprestidae. Fue descrita científicamente por Svoboda en 2003.